# 天龙二号运载火箭
天龙二号运载火箭（英語：Tianlong-2）是中国民营航天企业天兵科技研制的一种中型三级液氧煤油液体燃料运载火箭，于2023年4月2日成功实现首飞，是中国首枚由民营企业研制并成功入轨的液体火箭。

## 设计
天龙二号火箭直径3.35米，高32.8米。一级使用3台液氧煤油YF-102发动机，二级使用1台液氧煤油天火-11（TH-11）发动机，二级使用1台四氧化二氮甲基肼天火-31（TH-31）发动机。
天龙二号初始近地轨道运力为2吨，改进型可增加至4吨。

## 特性
天龙二号创造了中国以及世界运载火箭界的多项纪录：
- 世界首枚在私营航天企业的首次液体火箭试飞中就成功实现入轨的火箭
- 世界首款应用煤基航天煤油飞行的运载火箭；
- 中国首款不依托发射工位的液体运载火箭；
- 中国首款采用3D打印高压补燃发动机的运载火箭；
- 中国首款采用3机并联发动机技术的运载火箭；
- 中国首款采用全铝合金表面张力贮箱姿轨控系统的运载火箭；
- 中国首款实现箭体结构重复使用的运载火箭。

## 发射记录
| 飞行次序 | 火箭序号 | 起飞时间 （UTC+8）        | 发射工位                    | 有效载荷               | 卫星轨道     | 发射结果 | 备注                                       |
| -------- | -------- | ------------------------- | --------------------------- | ---------------------- | ------------ | -------- | ------------------------------------------ |
| 1        | 遥一     | 2023年4月2日 16时48分15秒 | 酒泉卫星发射中心 LC-120工位 | 爱太空科学号（金塔号） | 太阳同步轨道 | 成功     | 中国民营航天企业首次实现液体火箭发射入轨。 |